# 塞西亞冰原島峰
76°44′S 159°47′E / 76.733°S 159.783°E
塞西亞冰原島峰（英語：Scythian Nunatak）是南極洲的冰原島峰，位於奧次地，屬於阿倫山的一部分，在1964年由新西蘭研究隊偵察，現時由南極條約體系管理。